# Вапутік (хребет)
Хребет Вапутік — лежить на захід від верхньої долини Боу, на схід від Бат-Крік і на південь від Бальфур-Крік у канадських Скелястих горах. "Waputik" означає "білий козел" мовою Stoney. Назва хребта була дана в 1884 році Джорджем Мерсером Доусоном з Геологічної служби Канади. Президентський хребет знаходиться в межах хребта Вапутік.
Хребет Вапутік не слід плутати з набагато більшими горами Вапутік, які охоплюють цей хребет та інші вершини вздовж Континентального вододілу в Національному парку Йохо.

## Піки
- Пік Хоуз 3 295 м or 10 810 фут, найвищий у горах Вапутік
- Гора Бальфур 3272 м
- Гора Паттерсон 3191 м
- Гора Бейкер 3180 м
- Мон де Полюс 3166 м
- Гора Гордон 3161 м
- Президент 3123 м
- Пік Кальдрон 2909 м
- Гора Вапта 2782 м
- Пік Вапутік 2755 м
- Пік Пулпіт 2720 м

## Галерея
|                |
| Хребет Вапутік |